# Apiacás (Mato Grosso)
Apiacás es un municipio brasilero del estado de Mato Grosso. Se localiza a una latitud 09º32'37" sur y a una longitud 57º26'57" oeste, estando a una altitud de 220 metros. Su población estimada en 2016 era de 9.551 habitantes.
Posee un área de 20.364,204 km².